# Судейкін Георгій Порфирійович
Гео́ргій Порфи́рійович Суде́йкін (рос. Георгий Порфирьевич Судейкин; 11(23) квітня 1850 — 16(28) грудня 1883, Санкт-Петербург) — російський жандармський підполковник (від 1882 року), один із керівників політичного розшуку. Батько художника Сергія Юрійовича Судейкіна.

## Біографія
Народився в дворянській родині. Закінчивши кадетський корпус, від початку 1870-х років служив у Київському губернському жандармському управлінні. 1879 року розкрив Київську організацію «Народної волі», що сприяло стрімкій кар'єрі Судейкіна.
1881 року Георгій Порфирійович став завідувати агентурою Петербурзького охоронного відділення. Він був довіреною особою директора Департаменту державної поліції Міністерства внутрішніх справ В'ячеслава Костянтиновича Плеве і члена Державної Ради Дмитра Андрійовича Толстого. 1882 року Судейкін зайняв спеціально для нього заснований пост інспектора секретної поліції.
Георгій Порфирійович зумів зробити своїм агентом видного народовольця Сергія Петровича Дегаєва. Використовуючи як урядовий, так і народовольчий принцип беззаперечного підпорядкування нижчих щаблів вищим, Судейкін і Дегаєв домовилися, що двосторонніми провокаціями вони паралізують революційний рух, деморалізують уряд і зможуть самі стати владою.
Дегаєв видав владі Віру Миколаївну Фігнер і, маючи величезний авторитет у революційному середовищі, готував замахи, вербував нових прихильників під контролем Судейкіна. Водночас Судейкін готував вбивство Дмитра Андрійовича Толстого і великого князя Володимира Олександровича, сподіваючись, налякавши уряд, отримати пост міністра внутрішніх справ.
Плани Судейкіна не вдалися через Дегаєва, який зізнався народовольцям у зраді. Рятуючи своє життя, Дегаєв організував вбивство Судейкіна, яке 16(28) грудня 1883 року здійснили Василь Конашевич і Микола Стародворський.